# Dalea simulatrix
Dalea simulatrix är en ärtväxtart som beskrevs av Rupert Charles Barneby. Dalea simulatrix ingår i släktet Dalea, och familjen ärtväxter. Inga underarter finns listade i Catalogue of Life.